# Gianni Macchia
Pour les articles homonymes, voir Macchia.
Gianni Macchia, né Giovanni Macchia le 17 juin 1943 à Salsomaggiore Terme en Emilie-Romagne est un comédien de théâtre et un acteur de cinéma et de télévision italien.

## Biographie
Il est né et a grandi à Salsomaggiore Terme. Ses parents étaient Jole Maccarini et Vito Felice, un diplomate des Pouilles, un proche collaborateur du diplomate américain Fiorello La Guardia, qui était le maire de New York. Quand il avait 6 ans, lui et sa famille ont déménagé à Bari, où en 1962 il a obtenu son diplôme en philosophie de l'Università degli Studi di Bari Aldo Moro. Il a également fréquenté le Cut Bari (Centro Universitario Teatrale) et a travaillé à Radio Bari sur l'émission dominicale La caravella.
À l'âge de 18 ans, il a débarqué à Rome. En 1964, il fait ses débuts en Estragon sur la scène du Teatro Apollo di Lecce dans En attendant Godot de Samuel Beckett. Il est apparu pour la première fois sur grand écran dans l'adaptation par Franco Zeffirelli de l'œuvre de Shakespeare, La Mégère apprivoisée (1967), face à Elizabeth Taylor et Richard Burton. Un an plus tard, il joue aux côtés d'Ursula Andress, Virna Lisi, Claudine Auger, Jean-Pierre Cassel, Frank Wolff, Mario Adorf et Luciano Salce dans la comédie de Luigi Zampa Pas folles, les mignonnes (Le dolci signore, 1968).
Son premier succès cinématographique est le rôle du maître nageur Giancarlo dans le drame Pourquoi pas avec toi (Brucia Ragazzo, Brucia, 1969), face à Françoise Prévost. Il jouait généralement l'amant de belles divas dans les films : Les Gouapes (Er più : storia d'amore e di coltello, 1971), Vendredi sanguinaire (Violenza contro la violenza, 1972) avec la participation d'Amadeus August, Quando l'amore è sensualità, 1973 et Black Emanuelle autour du monde (Emanuelle - Perché violenza alle donne ?, 1977),. 

## Filmographie

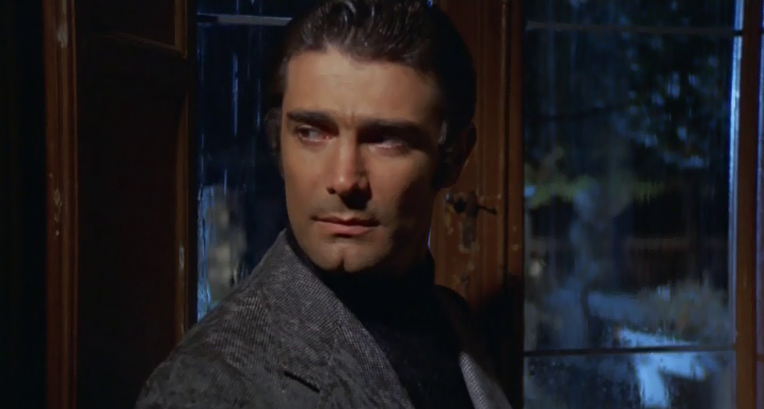
L'acteur dans Quand l'amour devient sensualité en 1973.

- 1967 : La Mégère apprivoisée (The Taming of the Shrew) de Franco Zeffirelli - non crédité
- 1968 : Pas folles, les mignonnes (Le dolci signore) de Luigi Zampa - non crédité
- 1968 : La Bataille du Sinaï (La battaglia del Sinai) de Maurizio Lucidi - non crédité
- 1969 : Pourquoi pas avec toi (Brucia ragazzo, brucia) de Fernando Di Leo : Giancarlo, sauveteur
- 1969 : Amarsi male de Fernando Di Leo : Carlo Tessari
- 1970 : Una storia d'amore (it) de Michele Lupo : Franz
- 1970 : Une jeune fille nommée Julien (La ragazza di nome Giulio) de Tonino Valerii : Franco
- 1971 : Les Assoiffées du sexe (it) (La casa delle mele mature) de Pino Tosini
- 1971 : Les Gouapes (Er più: storia d'amore e di coltello) de Sergio Corbucci : Augusto Di Lorenzo
- 1972 : Fiorina la vacca de Vittorio De Sisti : Checco
- 1972 : Morbosità (it) de Luigi Russo : Alessandro
- 1972 : Vendredi sanguinaire (Blutiger Freitag) de Rolf Olsen : Luigi Belloni
- 1972 : L'Empire du crime (La mala ordina) de Fernando Di Leo : Nicolo
- 1973 : Quand l'amour devient sensualité (Quando l'amore è sensualità) de Vittorio De Sisti : Antonio
- 1975 : L'Étalon de Tiziano Longo : Valerio
- 1975 : Mala, amore e morte (it) de Tiziano Longo : Carlo Martini
- 1977 : Black Emanuelle autour du monde (Emanuelle - Perché violenza alle donne?) : Emir
- 1979 : Profumi e balocchi (it) d'Angelo Jacono
- 1979 : Sam et Sally, épisode Bedelia de Robert Pouret : Morelli (feuilleton télévisé)
- 1980 : Inferno de Dario Argento : John
- 1980 : Vacanze per un massacro de Fernando Di Leo : Sergio
- 1980 : La Rage de tuer (Traficantes de pánico) de René Cardona Jr. : Franco
- 1989 : Tradita a morte (it) de Pasquale Fanetti : Michael
- 1990 : Sensazioni d'amore (it) de Ninì Grassia
- 1990 : Provocazione fatale (it) de Ninì Grassia
- 2016 : Un Natale al Sud (it) de Federico Marsicano